# SS-Junkerschule Bad Tölz

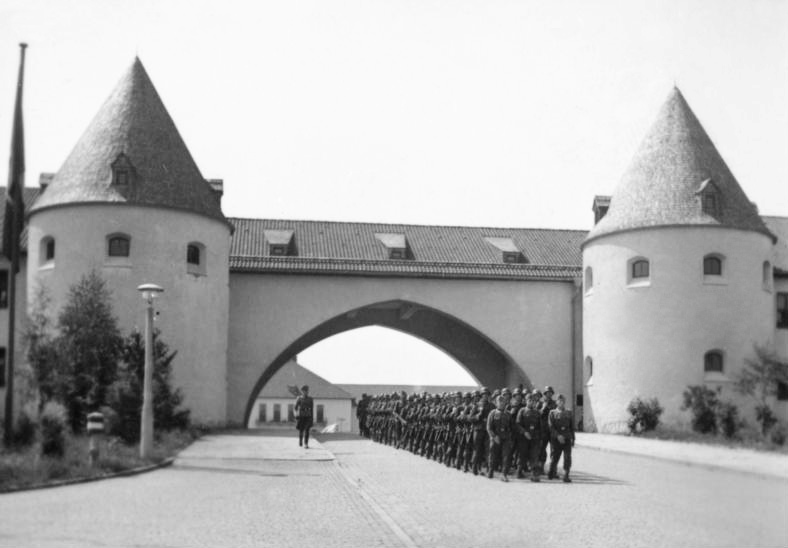
Puertas principales de la escuela, 1942.

La SS-Junkerschule Bad Tölz era una Escuela SS-Junker, un establecimiento de entrenamiento de oficiales para las Waffen-SS. La escuela fue fundada en 1937 y construida por Alois Degano, en la ciudad de Bad Tölz, que se encuentra a unos 48 kilómetros al sur de Múnich, y la ubicación fue aparentemente elegida porque tenía buenas conexiones de transporte y estaba en una ubicación inspiradora. El diseño y la construcción de la escuela pretendían impresionar al personal, a los estudiantes, a los visitantes y a los transeúntes. Un campo secundario del campo de concentración de Dachau estaba ubicado en la ciudad de Bad Tölz, que proporcionaba mano de obra para la SS-Junkerschule y la Zentralbauleitung (Edificio de Administración Central). La Escuela funcionó hasta el final de la Segunda Guerra Mundial en 1945 y después de la guerra, la antigua SS-Junkerschule fue la base del 1.º Batallón del Ejército de los Estados Unidos, el 10.º Grupo de Fuerzas Especiales hasta 1991.

## Historia temprana
Artículo principal: SS-Junkerschule
En 1934, la rama armada de la Schutzstaffel (SS) conocida entonces como SS-Verfügungstruppe (SS-VT), comenzó a reclutar oficiales en sus filas. El ejército alemán y su herencia prusiana buscaban oficiales de buena crianza, que al menos se hubieran graduado de la escuela secundaria. En contraste, las SS-VT ofrecieron a los hombres la oportunidad de convertirse en oficiales sin importar la educación que hubieran recibido o su posición social.
En 1936, Himmler seleccionó al exteniente general Paul Hausser para ser nombrado inspector de las SS-VT con el rango de Brigadeführer, se propuso transformar las SS-VT en una fuerza militar acreditable que igualara al ejército regular y transformó el sistema de selección de oficiales. La escuela fue inaugurada en 1936 por Adolf Hitler y usaría los métodos regulares de entrenamiento del ejército y a los exoficiales del ejército como instructores para entrenar a sus potenciales oficiales para ser efectivos en el combate. Debido a sus antecedentes, algunos de los cadetes requerían entrenamiento básico en asuntos no militares. A los cadetes se les entregaron libros de etiqueta que contenían instrucciones sobre modales en la mesa "Los cubiertos se sostienen solo con los dedos y no con toda la mano" e incluso la forma correcta de cerrar una carta "¡Heil Hitler! Sinceramente suyo XXXX". También se impartió instrucción sobre la ideología nazi durante las conferencias, con una combinación de ejercicios de atletismo y de campo militar.
Las SS no repararon en gastos en la construcción de la escuela, las instalaciones incluían un estadio de fútbol rodeado de una pista de atletismo; un edificio dedicado al boxeo, gimnasia, juegos de pelota en el interior, una piscina climatizada y una sauna. Los instructores igualaron las instalaciones y en una ocasión ocho de los doce entrenadores fueron los campeones nacionales alemanes en sus campos.

## Selección

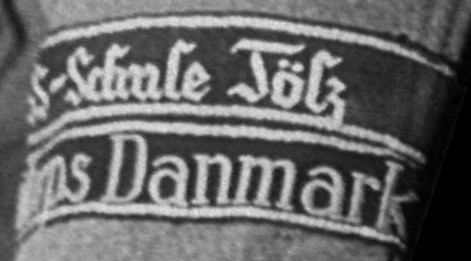
El título del brazalete SS-Schule Tölz de un miembro de Frikorps Danmark.

Los candidatos a oficiales tenían que cumplir con estrictos requisitos antes de ser admitidos en las escuelas de oficiales; Todos los oficiales de las SS tenían que tener una altura mínima de 178 cm (180 para la Leibstandarte) y tenían que servir durante al menos de seis meses a un año en las filas antes de ser considerados para un puesto en las SS-Junkerschule Por lo general, un miembro de las Waffen-SS que alcanzaba el rango de Rottenführer podía optar por emprender la carrera de oficial no comisionado de las SS o podía solicitar unirse al cuerpo de oficiales de las Waffen-SS. Si elegía este último, era requerido para obtener una recomendación por escrito de su comandante y someterse a un proceso de selección racial y política para determinar la elegibilidad para la comisión como oficial de las SS. Si era aceptado en el programa de oficiales de las SS, un miembro de las SS sería asignado a la SS-Junkerschule y sería designados para el rango de SS-Junker a su llegada. Sin embargo, había ocasiones donde los miembros de las SS mantenían su rango de alistado anterior mientras se encontraban en la SS-Junkerschule y solo serían designados para el rango de SS-Junker después de un período de prueba. El sistema de candidatos de los oficiales consistía en garantizar que los futuros oficiales de las SS tuvieran experiencia previa y que no hubiera "citas directas" en el cuerpo de oficiales de las Waffen-SS, como era el caso en otras sucursales de la SS como la Gestapo y el Sicherheitsdienst (SD). Sin embargo, alrededor de 150 noruegos fueron "nombrados directamente" para el cuerpo de oficiales de las Waffen-SS debido a su entrenamiento en el ejército de Noruega. El bajo rendimiento de muchos de ellos eventualmente contribuyó a la capacitación obligatoria de los oficiales de las Waffen-SS de primera línea en la Junkerschule, y otros 141 noruegos se graduaron de esa capacitación.

## Currículum

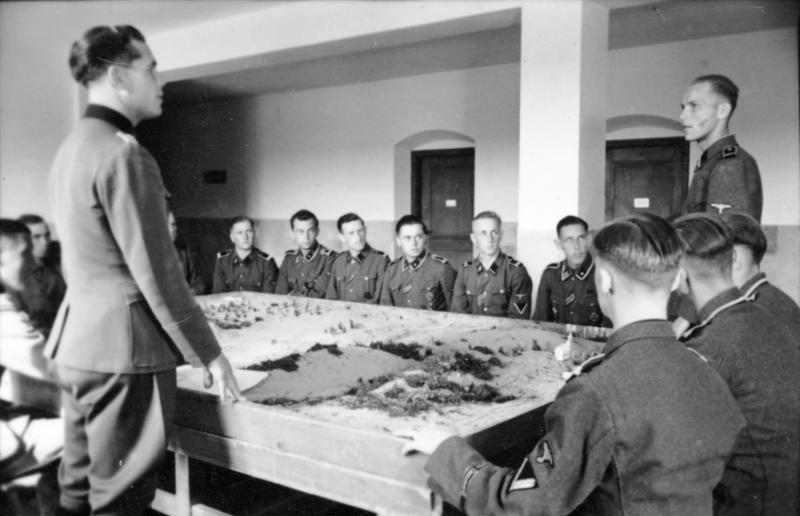
Cadetes participantes en un ejercicio presencial en 1942/43.

La instrucción en la escuela iba desde jugar a juegos de guerra hasta estudiar el Mein Kampf de Hitler. Muchos cadetes ya habían servido en las Juventudes Hitlerianas y se habían criado bajo la maquinaria de propaganda nazi. La ideología nazi era una parte importante del plan de estudios. El adoctrinamiento político e ideológico era parte del programa de estudios para todos los cadetes de las SS, pero no hubo una fusión de aprendizaje académico e instrucción militar como la encontrada en West Point en los Estados Unidos. En su lugar, se enfatizó el entrenamiento de la personalidad, lo que significaba que los futuros líderes/oficiales de las SS estaban formados por encima de todo por una visión y actitud nacionalsocialista. Otro objetivo de la escuela era producir oficiales con conocimiento de tácticas de combate. Las clases se dieron en tácticas de asalto, que se basaron en las tácticas móviles introducidas en el ejército alemán al final de la Primera Guerra Mundial.
Se dice que el ayudante de la escuela, Félix Steiner, dijo: "Necesitamos un tipo de soldado adaptable y flexible, atlético de porte y capaz de resistir más que la resistencia promedio".
El horario de la escuela era el siguiente: tácticas, lectura de terrenos y mapas, entrenamiento de combate y entrenamiento de armas, servicio práctico general (tecnología de armas, entrenamiento de tiro, ejercicios de guerra), educación religiosa, militar, SS y policía, administración, entrenamiento físico, doctrina de armas, enseñanza pionera, eventos actuales, tácticas de tanques, mantenimiento de vehículos, ingeniería sanitaria, doctrina de la fuerza aérea.

## 38.ª División SS
En marzo de 1945, el personal y los estudiantes de la escuela se utilizaron para formar la 38.ª División SS Nibelungen. La División nunca logró nada cerca del estado de división completa, pero sí vio algún combate. La 38.ª División SS se llamó Junkerschule por su formación de los miembros de la SS-Junkerschule Bad Tölz. Luego se le cambió el nombre a Nibelungen por el poema medieval del nombre Nibelungenlied que Richard Wagner hizo famoso en su ópera Ring des Nibelungen.
La división primero vio acción en el área de Landshut de la Alta Baviera. El compromiso fue contra las tropas estadounidenses, y la 38.ª superó algunas posiciones estadounidenses. La 38.ª luego vio una acción breve en los Alpes y el Danubio antes de rendirse a los estadounidenses el 8 de mayo de 1945, en el área de los Alpes bávaros cerca de Oberwössen, cerca de la frontera con Austria.